# Säkularisation in Bayern

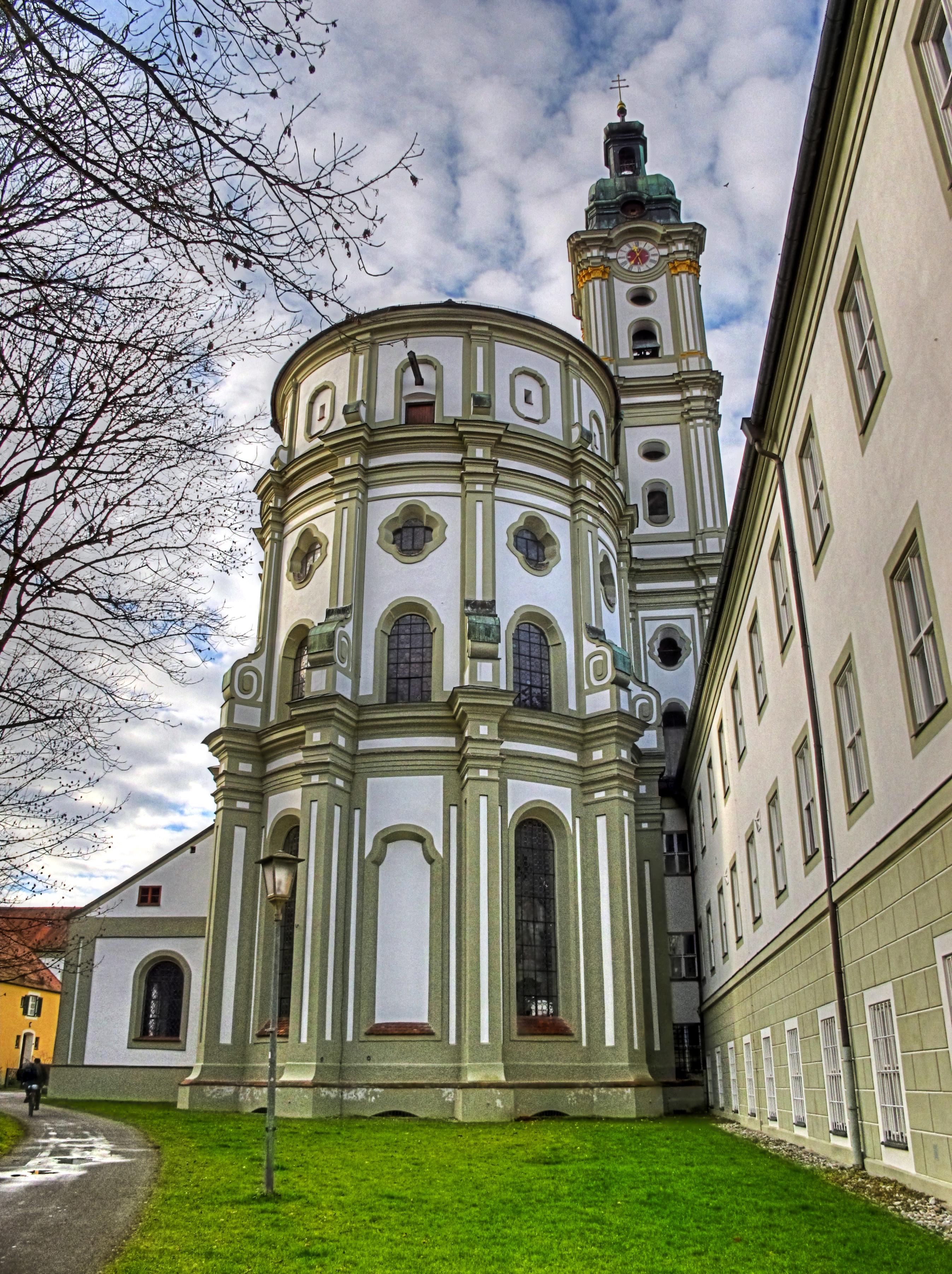
Säkularisiertes Kloster Fürstenfeld

Im Rahmen der Säkularisation in Bayern fand in den Jahren 1802 und 1803 eine Säkularisation kirchlicher Güter im Kurfürstentum Bayern statt.

## Vorgeschichte der Säkularisation
Im 16. Jahrhundert richtete Herzog Max I. auf der Grundlage der Superiorität des Staates ein geistliches Ratskollegium zur Kirchenaufsicht ein. Von 1608 an beanspruchte der Kurfürst das Patronatsrecht für sich, wenn dazu bei Stiften und Klöstern Unklarheiten bestanden.
1743 schlug Kurfürst Karl Albrecht von Bayern der österreichischen Erzherzogin Maria Theresia vor, Österreich und insbesondere Bayern durch die Säkularisation und Einverleibung von Fürstbistümern zu vergrößern. Maria Theresia lehnte dies als großes Unrecht ab. In Österreich hatte man viele Bistümer gar nicht reichsunmittelbar werden lassen.
Ebenfalls 1743 hielt ein kurbrandenburgischer Diplomat eine Neuaufteilung von überflüssigen geistlichen Gütern zum Unterhalt des Kaisers und zu Gunsten von Fürsten und anderen Regenten für leicht zu verwirklichen. Die Ansicht der Juristen Christian Wolff, Johann Gottlieb Heineccius und Samuel von Pufendorf, dass die Kirche einen reichen, mächtigen Staat im Staate bilde und dem unterdrückten Staate aufgeholfen werden müsse, fand Anklang und wurde immer mehr verbreitet.

### Einschränkung des Klosterwesens
In der zweiten Hälfte des 18. Jahrhunderts griffen die bayerischen Kurfürsten zu sich steigernden bürokratischen und strangulierenden Maßnahmen gegen das Klosterwesen. So wurden zwischen 1749 und 1770 die Kollekturen der Bettelorden verboten. 1764 erließ der Nachfolger von Karl Albrecht von Bayern, Kurfürst Maximilian III. Joseph, ein Dekret („Amortisationsdekret“), wonach die bisher ins Belieben des Novizen gestellte Mitnahme von Erbgut in die Klöster beschränkt wurde. 1769 verbot ein kurfürstliches Generalmandat den Bettelorden, Ordensvisitationen durch Geistliche und Kollegien vorzunehmen, die außerhalb Bayerns ansässig waren. Gleichzeitig wurde ihnen verboten, mehr als 1/6 nichtbayrische Angehörige aufzunehmen, und auferlegt, die Personalstände in den Klöstern an das geistliche Ratskollegium zu melden. Den Ortsbischöfen wurden Klostervisitationen untersagt. Die Klöster protestierten, aber die höhere Geistlichkeit beteiligte sich nicht an den Protesten, so dass die staatlichen Maßnahmen keine nennenswerte Gegenwehr fanden.

### Aufhebung des Jesuitenordens
Auf Druck der Könige Frankreichs, Spaniens und Portugals erfolgte 1773 die Aufhebung des Jesuitenordens durch Papst Clemens XIV. Auf seine Weisung wurden die in Bayern gelegenen Jesuitengüter dem kurfürstlichen Schulfonds zur Verfügung gestellt. Die in Bayern gelegenen Güter der Augsburger Jesuiten beanspruchte der Kurfürst nach der seit 1608 angewandten Unklarheitendoktrin für sich und beschlagnahmte sie. Sein Ansinnen blieb freilich erfolglos, denn auf Intervention des Fürstbischofs Clemens Wenzeslaus ordnete der Reichshofrat dem Hochstift Augsburg die Jesuitengüter zu.

### Erster Versuch der Säkularisation in einem geistlichen Staat
Auch in geistlichen Staaten machte der Wille zur Säkularisation von Klöstern nicht halt. So verfügte Fürstbischof Clemens Wenzeslaus von Augsburg in seiner Eigenschaft als Landesherr 1774 auf Betreiben seiner weltlichen Regierung in Dillingen, dass Dominikanerinnen eine Nähschule betreiben müssten. Die in Augsburg sitzende geistliche Regierung stimmte dem nicht zu, und der Fürstbischof verfolgte die Absicht nicht mehr weiter.
1775 erweiterte und präzisierte der Kurfürst von Bayern die Kompetenzen des geistlichen Rats. Vom gleichen Jahr an durften künftige zivile und geistliche Würdenträger ihr Studium nur noch an der Universität Ingolstadt absolvieren, an der der Aufklärer Johann Adam von Ickstatt lehrte. 1777 verstarb der Wittelsbacher Kurfürst Maximilian III. Joseph, aber sein Nachfolger Karl Theodor hatte wenigstens in den ersten Regierungsjahren ebenfalls ein aufklärerisches Weltbild.
Anders als im Hochstift Augsburg gelang 1778 das Säkularisationsvorhaben eines Prälaten im zu Kurmainz gehörenden Aschaffenburg. Fürsterzbischof Friedrich Karl Joseph von Erthal zog gegen eine nur geringe Entschädigung den Klostergarten des Kapuzinerklosters ein und verwendete ihn als Schlossgarten und Holzhof für seine weltliche Hochstiftsregierung. Auch eine Muttergotteskapelle wurde für die Baumaßnahme abgerissen.
Kurfürst Karl Theodor brauchte neue Einnahmequellen und blickte auf die Kleriker. Der Papst sollte ihn dabei unterstützen. Erzbischöfe protestierten, weil sie nicht wollten, dass der Papst oder der päpstliche Nuntius in ihre Rechte eingreifen dürften. Karl Theodor drohte damit, in seinen Ländern eigene Bistümer zu errichten. 1785 wurde in München trotzdem die päpstliche Nuntiatur eingerichtet. Der anstehende Krieg mit Frankreich zwang Kurfürst Karl Theodor, nochmals die Staatseinnahmen zu erhöhen. Da der Prälaten-, Ritter- und Bürgerstand wie auch alle Untertanen völlig entkräftet waren, wurde um Finanzmittel erbittert gekämpft. Es ging um die Teilsäkularisation der bayerischen Klöster. Zunächst wollte der Kurfürst 1796 von jedem Untertan Abgaben, sogar von denjenigen, die bereits alles verloren hatten. Er fand Unterstützung bei Emidio Graf Ziucci, ab 1796 als päpstlicher Nuntius in München, einer der Liebhaber der Kurfürstin Leopoldine, Nachfolger des Nuntius della Genga, des späteren Papstes Leo XII. Ziucci, „korrupt“, „anmaßend wie töricht“, ein „traurig-lächerlicher Vertreter des Heiligen Stuhls in München“, hoffte, dass der Kurfürst ihm für sein Engagement beim Papst seine Privatschulden in Höhe von 300.000 fl abnähme. Ziucci erhob hinter dem Rücken der bayerischen Klöster deren Vermögensstand. Mit nicht haltbaren Darstellungen, aber im Auftrag von Karl Theodor erreichte er vom Papst die Zustimmung, von den Klöstern Gelder einfordern zu dürfen. Der Papst erteilte Ziucci später eine scharfe Rüge wegen Irreführung. Die bayerischen Bischöfe wie auch die anderen Stände wehrten sich gegen die Einmischung des Staates, letztlich erfolgreich durch Verweis auf das Reichsrecht. Selbstherrlich schrieb Ziucci trotzdem eine Teilsäkularisation aus. Bezüglich Ziucci, nicht mehr im Amt, musste ein Anwalt seiner Gläubiger am 20. Mai 1801 beim „Geheimen Staatsrat“ vorstellig werden.
In die Vorgeschichte der Klostersäkularisation von 1802/03 gehört Stephan Freiherr von Stengel (1750–1822), unehelicher Sohn des Kurfürsten Karl Theodor: „Unter seinem Vorsitz tagte ab 1798 eine Kommission, die die Erhebung einer außerordentlichen Kontribution von den geistlichen Gütern in Bayern organisieren sollte – insofern gehört Stengel direkt in die Vorgeschichte der Klostersäkularisation von 1802/03.“
1798 bat Kurfürst Karl Theodor Papst Pius VI. mit Erfolg, eine Sondersteuer von 15 Millionen Gulden von den Klöstern erheben zu dürfen. Die klösterlichen Prälaten machten den zu befürchtenden Untergang aller Stifte geltend, und der Papst reduzierte den Betrag ein Jahr später auf 5 Millionen Gulden.
Während dieser Streitigkeiten starb jedoch der Kurfürst.
Papst Pius VI. willigte in den Plan des Kurfürsten Karl Theodor ein, den ehemals jesuitischen Schulfonds auf ein neuzuschaffendes Großpriorat Bayern des Malteserordens zu übertragen, der Karl August von Bretzenheim, einen der unehelichen Söhne Karl Theodors, zu versorgen hatte. 1782 schenkte Karl Theodor dem Großpriorat den Schulfonds und verfügte als höchster Kirchenvogt und Landesherr die Klöster, die Schulen des Schulfonds auf eigene Kosten zu betreiben.
1783 stimmte Pius VI. der Aufhebung der stark verschuldeten Prämonstratenserabtei Osterhofen zu. Aus den freiwerdenden Mitteln wurde das Frauenstift des Sankt-Anna-Ordens gegründet. Die Aufhebung wurde zum beachteten Präzedenzfall. 1784 hob Karl Theodor auch das Augustinerchorherrenstift Indersdorf wegen starker Verschuldung auf.
1787 wies Franz Ludwig von Erthal, Fürstbischof von Bamberg und Bruder des Mainzer Erzbischofs, in einer Visitationsverfügung die Zisterzienserabtei Langheim darauf hin, dass eine Aufhebung der Klöster möglich und der Vorwurf der Prachtliebe deshalb zu vermeiden sei.

### Säkularisation wird Staatsziel
Der neue Kurfürst Max Joseph handelte erfolgreicher als sein Vorgänger. Die Klöster sollten freiwillig spenden. Er wartete ab. Schließlich hatte Frankreich Österreich besiegt und erzwang am 9. Februar 1801 den Frieden von Luneville. In diesem wurde festgelegt, dass die linksrheinischen Gebiete an Frankreich fallen. Dafür sollten nur die geschädigten Fürsten Vermögenswerte bekommen, und zwar vom gesamten Reich, also auch von den weltlichen Fürsten. In dem Friedensvertrag vom 24. August 1801 zwischen Frankreich und Bayern, geheim bis 13. Januar 1802, verzichtete Max Joseph freiwillig auf die linksrheinischen Besitzungen der Wittelsbacher. Napoleon hatte die Entschädigungssache an sich gezogen. „Nun begann das widerwärtige Spiel des Bettelns, Bestechens und Kriechen in Paris, auch in Regensburg.“ „Demütige Empfehlungsschreiben und nochempfehlendere Geldsummen“, Treffen mit jeweiligen Mätressen, „das Schoßhündchen tragen“ … „Damals sind in Paris bei Unterbeamten, die in Dachstuben wohnten, deutsche Landschaften und Städte verhandelt worden.“ „Die einen wollten mehr haben, die anderen weniger verlieren.“ „Die Mittel, die von mancher Seite, zum Theil auch von Damen, angewandt wurden…“ deutet Scheglmann nur an. Max Joseph erhielt von Napoleon mehrfach die Zusicherung, dass er nicht benachteiligt werde.
Bereits 1789 hatte  Maximilian von Montgelas seine 118-seitige Denkschrift „Mémoire instructif sur les droits des Ducs de Bavière en matière ecclésiastique“ zur Säkularisation fertiggestellt. Sie richtete sich an den Herzog von Zweibrücken, den künftigen bayerischen Kurfürsten Max IV. Joseph, den Nachfolger Karl Theodors. Der Aufklärer  Montgelas schlug darin vor, die Staatssouveränität auszuweiten, kirchliche Institutionen zurückzudrängen und kirchlichen Besitz, insbesondere den Grundbesitz, auf den Staat zu übertragen.
Er hielt dies für zweckmäßig, weil der kirchliche Besitz zu umfangreich sei. Die Kirche habe ihren Besitz im Mittelalter erworben, als sich fast nur die Klöster der Religion, Wissenschaft, Urkundenwesen, Kunst, Erziehung und Krankenpflege sowie Armenfürsorge widmeten. Sie hätten für Fortschritte in der Wirtschaft und für die Urbarmachung unbewirtschafteter Gebiete gesorgt. Diese Aufgaben würden nunmehr vom Staat, den Städten und den Ortsgeistlichen erfüllt. 56 v. H. aller Höfe Bayerns seien im kirchlichen Obereigentum, und diese Zusammenballung behindere den Wirtschaftsverkehr.
Der Geheime Finanz-Referendär Franz von Krenner hatte in jahrelanger Arbeit aus amtlichen Unterlagen, die Besitzverhältnisse in Bayern zusammen mit der Grafschaft Cham zusammengestellt. Er stellte fest, dass sich die Strukturen seit 1760 kaum verändert hätten. Es gab 1800 insgesamt 29.807 Bauernhöfe, die von 115.777 Familien bewirtschaftet wurden. Diejenigen, die zum Erhebungszeitpunkt  keine oder nur wenige Abgaben leisten mussten, besaßen 80 % der Höfe: Prälaten, Orden, Damenstifte, Ritter und Adel, der Kurfürst. Bauernhöfe, die weltlichen Dorfgemeinschaften oder Freieigenen gehörten, wurden von besonders vielen Familien bewirtschaftet. Dies hatte zur Folge, dass diese Familien weniger Grund bearbeiteten und somit weniger Einkommen hatten und trotzdem abgabenpflichtig waren.
Näheres zu ‚Prälaten‘: 1800 bestand in Bayern noch die altständische Ordnung von drei Ständen. Das Verhältnis von Ritter-, Prälaten- und Bürgerstand war 2:1:1. Die Zahl der dem Prälatenstand angehörenden Klöster ist nicht mehr genau feststellbar; sie wird mit 83 angegeben. Die „landständigen Stifte und Klöster“ bildeten den ‚ersten Stand‘; sie mussten von hohen kirchlichen Würdenträgern wie Pröbsten, Prälaten geleitet sein und vor allem eigene Gebiete besitzen. Beispiele: Abt von Tegernsee, von Niederaltaich, Weltenburg, Rohr, Fürstenzell, Herrenchiemsee, Benediktbeuern, Ettal, Mallersdorf. Diese Klöster stellten die Mitglieder des 'Prälaten-Standes. ‚Nicht Ständische Klöster‘ waren Walderbach, Reichenbach, Schönthal …
| Franz von Krenner, Geheimer Finanz-Referendär 1800 | Höfe  | v. H. der Höfe | Familien | Familien je Hof |
| Prälaten, Orden, Damenstifte                       | 9.523 | 32,0           | 31.831   | 3,34            |
| -------------------------------------------------- | ----- | -------------- | -------- | --------------- |
| Ritter und Adel                                    | 7.105 | 23,8           | 32.974   | 4,64            |
| Kurfürst                                           | 4.073 | 13,7           | 13.479   | 3,31            |
| Ausländische Geistliche, Klöster, Domkapitel       | 3.247 | 10,9           | 10.537   | 3,25            |
| Kirchen                                            | 2.390 | 8,0            | 11.807   | 4,94            |
| Freieigene                                         | 1.162 | 3,9            | 7.361    | 6,33            |
| Pfarrer, Benefiziaten                              | 1.151 | 3,9            | 3.893    | 3,38            |
| Spitäler, Armenhäuser                              | 481   | 1,6            | 1.163    | 2,42            |
| nichtständische Klöster, geistliche Gemeinschaften | 305   | 1,0            | 642      | 2,10            |
| weltliche Dorfgemeinden                            | 194   | 0,7            | 1.563    | 8.06            |
| Bruderschaften, Zünfte                             | 96    | 0,3            | 357      | 3,72            |
| Städte, Märkte                                     | 73    | 0,2            | 170      | 2,33            |

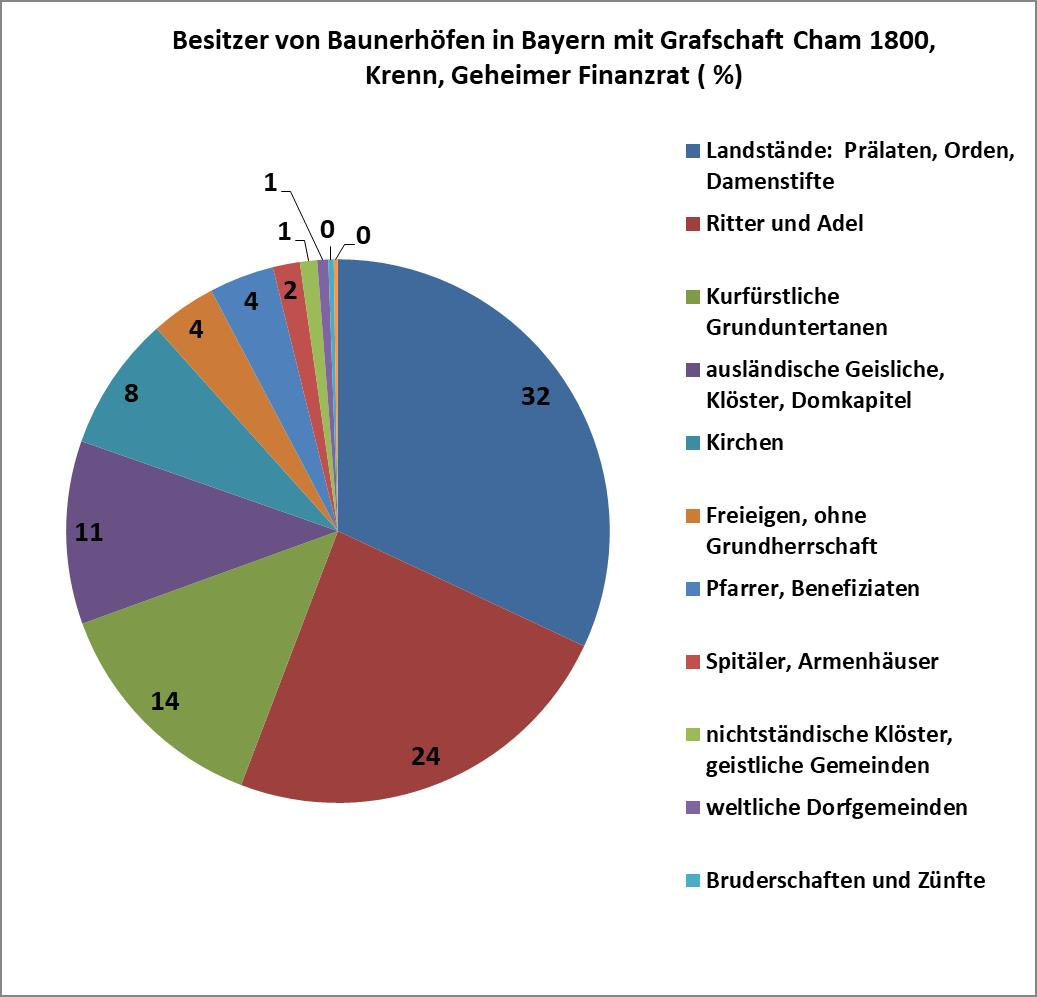
Besitzer Bauernhöfe 1800 Bayern, F. von Krenner, 1800

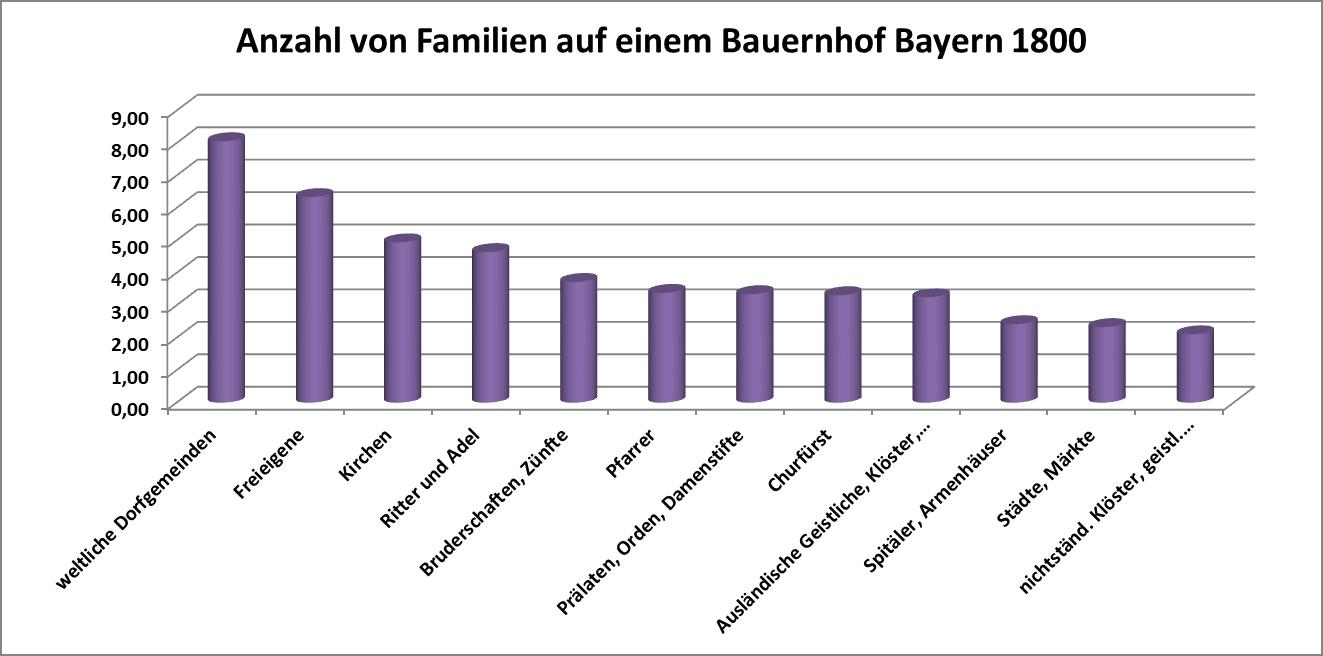
Bewirtschaftung Bauernhöfe Bayern 1800, Familien auf 1 Hof

Die bayerischen Bischöfe hatten sich über Jahre hinweg kraftvoll gegen überzogene, Recht brechende Säkularisationsbestrebungen beider Kurfürsten gestemmt. Der Bischof von Regensburg, gleichzeitig Bischof von Freising, war enorm kooperativ, aber auch gegen Rechtsbrüche.
Am 11. März 1802 gibt der Kurfürst im ‚Oberpfälzischen Wochenblatt‘ in Form der „Höchstlandesherrliche Verordnungen“ ein „Cirkular an die gesamte Weltgeistlichkeit in den kurfürstl. Oberen Staaten“ bekannt. Er behauptet, „dass ohne Religion der Zweck der bürgerlichen Gesellschaft nicht wohl erreicht werden könne“. Er bezieht sich auf den „Weltpriesterstand“ in einer Zeit, „wo das Mönchswesen noch ganz unbekannt war“.
Am 6. Oktober 1802 übernimmt der Staat die Aufsicht über die Klöster. Bemerkenswert ist der Einleitungssatz: „In Erwägung, daß die Säkularisation...“.
Zum 1. November 1802 übernimmt der Staat die Aufsicht über den äußeren Rahmen des gesamten Kirchenwesens, der „Churfürstlich geistliche Rat“ wird aufgelöst. Der Staat übernimmt 1802 eine totale Aufsicht über die Geistlichkeit: Aufsicht auf die öffentlichen Religionsvorträge der Geistlichen, und überhaupt auf ihr äußeres Betragen in politischer und sittlicher Hinsicht.
Rechtlich sei die Übertragung möglich, weil die Bistümer mit den Mitteln der weltlichen Fürsten eingerichtet worden seien. Die Säkularisierung sollte umfassend sein, wurde im Reichsdeputationshauptschluss vom 25. Februar 1803 festgelegt: „Alle Güter der fundierten Stifte, Abteien und Klöster (…) werden der freien und vollen Disposition der respectiven Landesherren überlassen…“ Dieser Paragraph (§ 35) war in letzter Minute auf Betreiben Bayerns mit zwei Zusätzen versehen worden, die zum einen alle Landesherren – nicht bloß die linksrheinisch geschädigten und rechtsrheinisch geschädigten – zur Aufhebung sämtlicher Klöster und Stifte ihres Herrschaftsgebietes ermächtigten und ihnen zum anderen die Säkularisierungsbefugnis keineswegs nur für die Entschädigungslande erteilte, sondern auch für ihre ererbten Besitzungen.
Die Schwäche der weltlichen Fürsten habe die Kirche genutzt, um deren Souveränität zu vermindern. Mit der Reformation hätten die weltlichen Fürsten ihre alten Rechte wieder erlangt. Die protestantischen Fürsten seien spätestens aufgrund des Westfälischen Friedens in die volle Territorialhoheit eingetreten. Für die katholischen Reichsfürsten könne nichts anderes gelten.

### Zugriff auf das Vermögen der Klöster
1801 entzog der bayrische Hof dem von den Wittelsbachern gestifteten Theatinerkloster die Zuwendungen, so dass es aufgehoben werden musste. Der Benediktinerabtei Ensdorf wurde im November desselben Jahres verboten, den Nachfolger eines verstorbenen Abtes zu wählen.
Am 25. Januar 1802 setzte der Kurfürst eine Klosterkommission ein, die auf dem Verwaltungswege dafür sorgen sollte, dass die Orden der Franziskaner und Kapuziner allmählich ausstarben. Die freiwerdenden Güter sollten auf den Schulfonds übertragen werden; nichtbayerische Ordensangehörige wurden mit Ausnahme eines 86-jährigen Paters sofort ausgewiesen. Karmeliter und Augustiner wurden in je einem Kloster in Straubing und München zusammengezogen. Obwohl der westfälische Frieden Kircheneigentum ausdrücklich garantierte und weltliche Herren grundsätzlich nicht Eigentümer geistlichen Gutes sein konnten, setzten sich weder Fürstbischöfe noch Klöster vor dem Reichshofrat und Reichskammergericht zur Wehr. Sie hatten keine Hoffnung, dass ein Gericht des Reiches, das sich gerade auflöste, dessen Verfassung schützen wollte. Sie gaben einer verbreiteten Stimmung für die Säkularisation von Klöstern und geistlichen Fürstentümern nach; die Fürstbischöfe und der Heilige Stuhl hatten kein echtes Interesse an der Erhaltung der geistlichen Reichsfürstentümer. Auch in der katholischen Bevölkerung gab es keine Opposition größeren Ausmaßes. Diese sollte erst 1870 bei der Auflösung des Kirchenstaates aufkommen, weil da viele Katholiken um die Unabhängigkeit des Papstes fürchteten.

### Zugriff auf das Eigentum der geistlichen Staaten
Der Zugriff auf das Eigentum der geistlichen Staaten leitete sich vom Reichsrecht ab. „Der Kaiser entzog den Bischöfen ihr als Reichslehen ausgegebenes Territorium und übertrug dieses einem weltlichen Reichsfürsten. Es handelt sich also um einen Vorgang der Mediatisierung.“ Sie betraf mehr als 20 Bischofsstaaten und mehr als 40 Reichsabteien. Die neuen Besitzer übernahmen nicht nur die Hoheitsrechte (Imperium), sondern auch die Eigentumsrechte der erloschenen Staaten. Hintergrund der Maßnahme ist der von Bayern betriebene und oben beschriebene § 35. Eine zeitliche Ausnahme bildete das Fürstentum Regensburg, das erst später in den Besitz Bayerns überging.
Zugleich konnte mit dem Prälatenstand ein Eckstein aus der bislang reichsrechtlich geschützten landständischen Verfassung herausgebrochen werden – mit der Perspektive, dieses vormoderne System in seiner Gesamtheit zu beseitigen.

## Praktische Durchführung

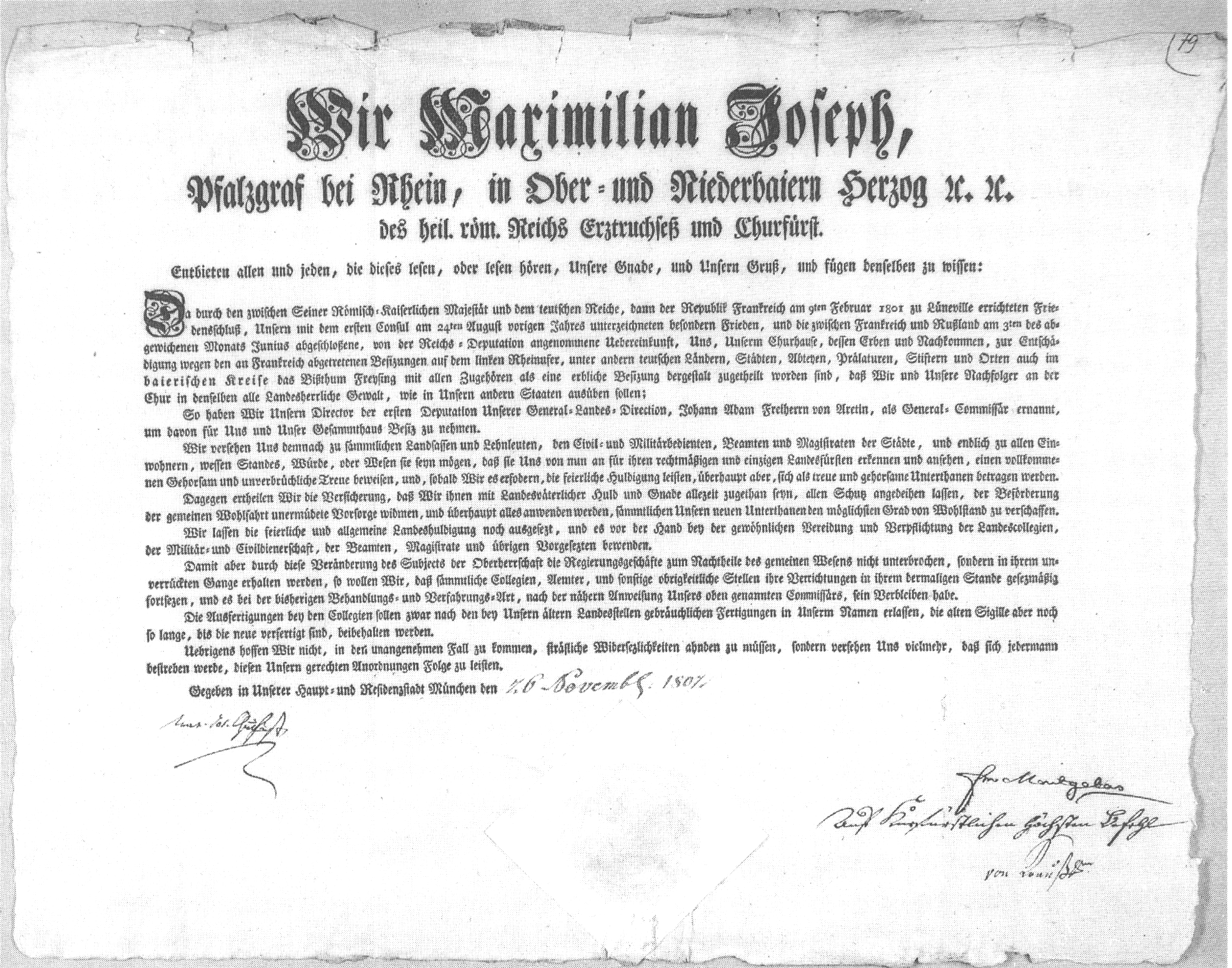
Besitzergreifungspatent für Freising vom 26. November 1802

Auslöser der in ganz Deutschland durchgeführten Säkularisation waren dann die militärischen Erfolge Napoléon Bonapartes. Durch die Verschiebung der französischen Ostgrenze verloren einige Territorien des Heiligen Römischen Reiches ihre linksrheinischen Gebiete. Als Entschädigung dafür wurden ihnen im Reichsdeputationshauptschluss von 1803 die kirchlichen Reichsstände zugeschlagen. Beinahe alle geistlichen Reichsstände wurden aufgelöst. Der Reichsdeputationshauptschluss ermächtigte die Landesherren aber auch explizit zur Aufhebung der landständischen Mediatklöster.
In Bayern fand mit der durch Minister Montgelas schon ab 1802 durchgeführten Säkularisation das reiche Ordensleben im Land ein fast vollständiges Ende. Am 25. Januar 1802 verfügte eine Kabinettsorder Kurfürst Max IV. Josephs die Aufhebung fast aller Klöster in Kurbayern, die nicht der politischen Vertretung der Stände angehörten. Das betraf daher vor allem die Bettelorden der Dominikaner, Franziskaner, Kapuziner, Augustiner-Eremiten und Karmeliten. Im Vorgriff auf den Reichsdeputationshauptschluss, der eigentlich erst am 25. Februar 1803 verabschiedet wurde, besetzte Bayern bereits im Herbst 1802 die reichsunmittelbaren Hochstifte Augsburg, Bamberg, Freising und Würzburg sowie Teile der Hochstifte Eichstätt und Passau mit den jeweiligen Klöstern. Diese Vorgehensweise war aber nicht spezifisch bayerisch, sondern wurde auch von anderen Territorien praktiziert, die sich so ihren Anteil an den Säkularisationsgütern sicherten. Außerdem wurden neun schwäbische und vier fränkische Reichsabteien und das Fürststift Kempten in Besitz genommen. Zudem führte die Annexion von acht schwäbischen und sieben fränkischen Reichsstädten ebenfalls zur Aufhebung von deren Klöstern, sofern diese – etwa Nürnberg – nicht ihrerseits bereits während der Reformation ihre Klöster säkularisiert hatten.
Kurfürst Max Joseph IV. hatte auch die 57 ständischen Klöster und 7 Kollegiatstifte durch Kommissäre am 3. November 1802 unter seine definitive Verfügung stellen lassen. Ein Angebot der Prälaten Abt Karl Klocker von Benediktbeuern und Abt Rupert Kornmann von Prüfening im Namen der Klöster, dass 7 Millionen Gulden als Anleihe zur Verfügung stellen wollte, blieb unbeantwortet. So wurden schließlich im März 1803 auch die Prälatenklöster im Herzogtum Bayern und den Landesteilen Neuburg und der Oberpfalz aufgelöst, also die Klöster der Benediktiner, Augustiner-Chorherren, Zisterzienser und Prämonstratenser.
Viele Projekte wurden versteigert. Die Preise fielen. Die Grunduntertanen der Klöster in der Oberpfalz konnten durch eine Protokollerklärung die von ihnen bewirtschafteten Höfe zu ihrem Eigentum übernehmen. Allerdings mussten sie den Schätzpreis an den Staat zahlen. Mächtige kauften sich ein, auch die Grunduntertanen,  auch Ausländer, meistens aber wohlhabende Handwerker, Wirte, Kaufleute oder Adelige.
Die wirtschaftliche Struktur der Klosterdörfer hat sich nicht immer positiv entwickelt. Das Kloster Niederaltaich hatte 200 Häusler und Tagwerker, 43 selbständige Handwerker mit klösterlicher Konzession beschäftigt. Der von diesen neu erworbene Grund brachte ihnen letztlich nicht mehr das Einkommen früherer Zeit.
Das Vermögen „sämtlicher ständischer Manns- und Frauenklöster der oberen alten Churlanden infolge höchsten Reskript“ wurde gemäß „Instruktion“ für die Aufhebungskommissare zugunsten des Staates enteignet. Nur einige Klöster sollten als so genannte Zentral- oder Aussterbeklöster vorläufig vor der Auflösung bewahrt bleiben, dies waren das Kapuzinerkloster Altötting, das Kloster ob der Schutter (Ingolstadt) der Augustiner-Eremiten, das Franziskanerkloster Klosterlechfeld, das Kloster Reisach der Karmeliten und im rheinischen Herzogtum Berg das Franziskanerkloster Neviges, das Minoritenkloster Ratingen,  das Augustinerkloster Rösrath und das Franziskanerkloster Wipperfürth. Diese Klöster durften aber keine neuen Mitglieder aufnehmen. Die Ordensleute, die sich nicht in ein Zentralkloster begeben wollten, erhielten eine jährliche Unterstützung oder eine einmalige Abfindung. Sie mussten ihr Ordensgewand ablegen. Geeignete Personen konnten sich als Seelsorger oder Lehrer bewerben.
Die Klosteranlagen wurden teilweise abgebrochen, andere Klostergelände an Privatleute verkauft. Wegen des plötzlichen hohen Immobilienangebotes (über 300 Objekte, welche fast zeitgleich auf den Markt kamen) sanken aufgrund der Enteignungen die Preise sehr stark oder fehlten geeignete Käufer. Ein nicht unbeträchtlicher Teil der erhaltenen Gebäude wird bis heute für staatliche oder kommunale Zwecke genutzt.
Pater Josef Kastner beschreibt die Säkularisation am Beispiel von Kloster Ettal am 18. März 1803 aus heutiger Sicht:
Für die Klostergebäude .... war für den 18. 12. 1809 eine Versteigerung in Ettal anberaumt, bei welcher 2 Interessenten 36 000 fl boten. Angenommen wurde schließlich das Nachangebot von Oberpostdirektionsrat von Elbling, der für Gebäude, Brauerei und landwirtschaftliche Gründe 38 000 fl z.T. in Raten bezahlte. … 
Die übrigen Klostergebäude wurden bereits im Sommer und Herbst 1803 an den Mann gebracht, so etwa das Wirtshaus am 10.8.1803 für 4020 fl, der Schweinestall für 200 fl, der Zieglstadel mit Zubehör für 283 fl. Am 25.7.1803 erlöste der Schafstall 170 fl, die Sägerei mit Mahlmühle 1218 fl und die Malzmühle mit Steinschneiderei 190 fl. Das Schlösschen in Baiersoien erzielte am 9. und 10.9.1803 103 fl.
Der Vollzug der Säkularisation des Klosters Schönthal in der Oberpfalz zog sich über Jahre hin. Verschiedene Ämter waren beauftragt worden, es gab Ausschreibungen bis in Kleinigkeiten hinein. Die Glocken blieben übrig; offensichtlich kein Käufer. Der Prior wurde Ortspfarrer, der ein kleines Vermögen hinterließ, das jedoch gesucht werden musste.
Luise Jörissen kommt in ihrer Dissertation zu dem Ergebnis, dass der bayerische Staat an der Säkularisation der Klöster einen Überschuss von annähernd 13.430.000 Gulden erlöste. In diesem Betrag sind alle jene Güter nicht eingeschlossen, die er bis heute besitzt, also die Gebäude, Grundstücke, Wälder, Seen und die nicht vernichteten oder verkauften Kunstwerke oder Bücher.
Die Aufhebung der bayerischen Klöster führte auch zur Auflösung zahlreicher Klosterbibliotheken. Für die Kurfürstliche Hofbibliothek in München waren Johann Christoph von Aretin und Bernhard Joseph Docen an der Säkularisation beteiligt. Bis zur Mitte des 19. Jahrhunderts stieg allein der Bestand in dieser Bibliothek auf über 22.000 Handschriften an, die zum großen Teil aus den aufgehobenen Klöstern stammten. Aretin fand bei der Inspektion im Kloster Benediktbeuern einen besonderen Band mittelalterlicher Handschriften, die sogenannten Carmina Burana. Zahlreiche Kulturschätze gingen aber auch verloren.

## Folgen
Die Säkularisation und ihre Folgen bedeuteten einen der stärksten Umbrüche in der bayerischen Geschichte. Da die Klöster als wirtschaftlicher Faktor und als Zentren der Wissenschaft, Bildung und sozialen Fürsorge verschwanden, waren speziell die kurz- und mittelfristigen Folgen für die ländliche Bevölkerung teilweise gravierend. Die Zentralisierung unzähliger Kulturgüter wirkte sich andererseits positiv auf den Ausbau Münchens zu einer europäischen Kulturmetropole aus. Für das Königreich Bayern, das neben dem streng katholischen Altbayern auch aus den konfessionell gemischten Regionen Franken und Schwaben zusammengesetzt war, konnte eine gewisse Parität der Konfessionen erreicht werden, wodurch sich Bayern zu einem katholisch-protestantisch gemischten Staat entwickelte, der im Sinne der Aufklärung regiert werden konnte.
Unter der Regierung König Ludwigs I. wurden ab 1825 entsprechend dem Konkordat zwischen dem Heiligen Stuhl und dem Königreich Bayern von 1817 etliche Klöster wiederhergestellt, um damit wieder an die Traditionen des geistlichen Lebens anknüpfen zu können. Als erstes Kloster entstand 1830 Kloster Metten neu. In der Folge waren auch bestehende Aussterbeklöster vielfach die Quelle für Klösterneu- und ‑wiedergründungen.
Im Konkordat wurde zudem vereinbart, dass der bayerische Staat als Entschädigung für die Enteignungen für die Besoldung der Erzbischöfe, Bischöfe und Mitglieder des Domkapitels und für den baulichen Unterhalt von Kathedralen und Gebäuden der Diözesen aufkommt.